# Boissy-Lamberville
Boissy-Lamberville är en kommun i departementet Eure i regionen Normandie i norra Frankrike. Kommunen ligger i kantonen Thiberville som tillhör arrondissementet Bernay. År 2022 hade Boissy-Lamberville 379 invånare.

## Befolkningsutveckling
Antalet invånare i kommunen Boissy-Lamberville
Referens:INSEE